# ادوبی پریمیر پرو
ادوبی پریمیر پرو (به انگلیسی: Adobe Premiere Pro) یک نرم‌افزار ویرایش ویدئو از شرکت ادوبی است. این محصول بخشی از استودیو تولید ادوبی می‌باشد و یک مجموعه از نرم‌افزارهای شنیداری و دیداری دیجیتال است.
پریمیر پرو، سخت‌افزارها و نرم‌افزارهایی را به همراه دارد و در بیشتر موارد به عنوان یک بسته به نام OEM به همراه کارت‌های ویرایش ویدئویی مانند Matrox RT.X۲ همراه است.
همچنین کارت سخت‌افزاری ویدئویی محبوب پرو وان محصولی از شرکت پیناکل آلمان از پراستفاده و رایج‌ترین اقلام وابسته و هماهنگ با این نرم‌افزار حرفه‌ایست.
پریمیر پرو، یک نسخه دوباره نوشته شده از نرم‌افزار ادوبی پریمیر می‌باشد که در سال ۲۰۰۳ منتشر شد و از زمانیکه دوباره نوشته شد توسط صنعت فیلم و ویدئو مورد قبول واقع شده‌است.
پریمیر نرم‌افزاری است که با نهایت امکانات و تکنولوژی‌ها ویرایشی قدرتمند را برای فیلم‌ها امکان‌پذیر می‌سازد.
اکثر فیلم‌هایی که امروزه ما با نهایت کیفیت و استفاده از انواع تکنولوژی و ویرایشی حرفه‌ای مشاهده می‌کنیم با این محصول ادوبی تدوین شده‌اند. شاید مهم‌ترین خصوصیت را بتوان در این مورد خلاصه نمود که دیگر قرار است از این به بعد ادوبی تنها نسخه‌های ۶۴ بیت برای ادوبی پریمیر ارائه دهد، نه تنها ادوبی پریمیر بلکه افتر افکت هم تنها به صورت ۶۴ بیت عرضه می‌شود؛ این امر هم به این دلیل است که سیستم‌های ۳۲ بیت دیگر توان پردازش‌های سرسام‌آور این دو محصول را ندارند. با این که این نسخه قرار است تنها بر روی سیستم عامل Windows11 ۶۴ بیت نصب شود اما با توجه به بهینه‌سازی‌های انجام شده سرعت عملکرد نرم‌افزار با افزایش چشم‌گیری رو به رو شده و کاربران سیستم عامل ۶۴ بیت پس از نصب این نسخه می‌توانند این افزایش سرعت را به راحتی حس کنند.آخرین نسخه این نرم‌افزار 2024 نسخه 24 است؛ که در این ورژن قابلیت‌های جدید در بخش Essential Graphics, Auto Reframe، قابلیت افزایش ولوم صدا تا ۱۵ db، پشتیبانی از فرمت‌های جدید (H264, H265 (HEVC),ProRes HDR) برای ویندوز و مک و… افزوده شده‌است.

## پریمیر راش
ادوبی پریمیر راش (به انگلیسی: Adobe Premiere Rush) اپلیکیشن پریمیر راش ادوبی اپلیکیشن حرفه‌ای ویرایش ویدئو برای سیستم‌عامل آی‌اواس است که نسخهٔ دسکتاپ آن نیز وجود دارد. اولین نکته‌ای که پس از اجرای اپلیکیشن با آن مواجه می‌شوید، صفحهٔ ورود به حساب کاربری است که برای ایران دردسترس نیست و برای ورود به حساب ادوبی باید از نرم‌افزارهای تغییر IP استفاده کنید. البته، یکی از مزیت‌های حساب کاربری این است که پروژه‌هایتان ازطریق فضای ابری از همه‌جا دردسترس خواهند بود. نمی‌توان در پریمیر راش از پلاگین‌ها استفاده کرد.

## پریمیر المنتس
همان پریمیر پرو اما در سطح کاربران عادی و متوسط قرار گرفته‌است. همانند پریمیر راش نمی‌توان در پریمیر المنتس از پلاگین‌ها استفاده کرد.

## فیلم‌های سرشناسی که در پریمیر پرو ویرایش شده‌اند
- ۱۳ (توسط برتون اسنوبرد)[۸]
- قانون شجاعت[۹]
- آواتار[۱۰]
- ددپول[۱۱]
- دختر گم‌شده[۱۲]
- هوگو (باستثنای جلوه‌های بصری)[۱۳]
- در یک تپش قلب
- بازگشت سوپرمن[۱۴]
- شبکه اجتماعی (فیلم)[۱۵]